# Acqua alla gola (film)
Acqua alla gola (Chase a Crooked Shadow) è un film del 1958 diretto da Michael Anderson.

## Trama
Un uomo si presenta a casa di Kimberley Prescott (ereditiera di una compagnia di estrazione di diamanti in Sudafrica il cui padre si era suicidato, e convalescente da un esaurimento nervoso), sostenendo di essere suo fratello. Tuttavia, la donna ne è sconcertata, poiché Ward Prescott era morto in un incidente stradale tre anni prima ed era stata proprio lei a identificarne la salma. Nonostante, però, Kim affermi dunque che lo straniero non sia suo fratello, la sua identità legale pare confermata e tutti gli altri lo credono tale, compreso lo zio Chandler. Kim reagisce con disperazione, poi con rabbia e continue sfide (tra cui una prova di corsa in auto a tempo su una strada tortuosa a precipizio sul mare, in cui il fratello era un asso) ma comincia a temere per la propria sanità mentale e la propria vita, dacché l'uomo di fatto la isola e la circonda di personale di servizio a lui fedele, mentre intanto la pressa affinché firmi documenti testamentari ed altri, determinanti quanto al rinvenimento e al possesso di certi diamanti scomparsi. Per di più, ella fa fatica a conquistare la fiducia dell'ispettore Vargas, della polizia locale. Il complotto pare via via sommergerla e sopraffarla.

## Produzione
Il film è basato sul radiodramma Whistler del 1943.
Fra i produttori, figura anche l'attore Douglas Fairbanks Jr., accreditato inoltre nella versione originale come narratore.
Nel doppiaggio italiano, tuttavia, la soluzione diegetica è stata accantonata e la storia non prevede un narratore; l'iniziale spiegazione di prologo viene fornita dal protagonista maschile ed in seguito fondamentalmente la regia segue la prospettiva del personaggio di Kim.

### Gestazione della produzione
Il film fu inizialmente intitolato "The Prescott Affair" e la produzione era stata intrapresa dalla "Dragon Films".
La Dragon aveva fatto sviluppare la trama e la sceneggiatura da due autori, David Osborn e Charles Sinclair, e affidato dapprima la regia a Roy Kellino, prospettando inoltre l'ingresso nel cast di attori quali Gene Tierney e David Niven.
In seguito, ottenuti finanziamenti dalla Associated British Picture Corporation (ABPC), collegata alla Warner Bros., assunse la denominazione di "Associated Dragon". La ABPC scelse allora come regista Michael Anderson e quali protagonisti Anne Baxter e Richard Todd.
A Douglas Fairbanks jr venne affidato invece il ruolo di narratore. In seguito, ricordò l'attore, gli era anche stato offerto di partecipare alle riprese in un cameo ma aveva rifiutato.
Anche il titolo subì modifiche, passando dapprima a "Sleep No More" e quindi all'attuale "Chase a Crooked Shadow". Le riprese ebbero inizio in Spagna nel maggio 1957.

### Luoghi delle riprese
Gli esterni vennero girati nella Costa Brava, in Catalogna. La scena sull'auto da corsa è stata girata sulla strada costiera vicino a Sitges.

## Accoglienza
Il film ottenne recensioni di opposte tendenze: la critica considerò la trama complessa e tortuosa ma essenzialmente melodrammatica, con scarsi picchi di suspense, o collegò il film alla scuola hitchcockiana.

## Colonna sonora
I malinconici assoli di chitarra che ricoprono una parte significante del film sono stati eseguiti da Julian Bream.